# Polyura fallax
Polyura fallax är en fjärilsart som beskrevs av Johannes Karl Max Röber 1894. Polyura fallax ingår i släktet Polyura och familjen praktfjärilar. Inga underarter finns listade i Catalogue of Life.